# Bruno Wüstenberg
Bruno Wüstenberg, né le 10 mars 1912 à Duisbourg et mort le 31 mai 1984 à Fribourg-en-Brisgau, est un prélat allemand de l'Église catholique qui fait carrière dans le service diplomatique du Saint-Siège.

## Biographie
Bruno Wüstenberg est né le 10 mars 1912 à Duisburg, en Allemagne. Il a étudié la théologie catholique à l'Université de Bonn, à l'Université de Fribourg-en-Brisgau et au séminaire de Bensberg près de Cologne. Pendant ses études à Bonn, il devient membre du VkTh Burgundia (de) en 1931. Il étudie le droit à l'Université pontificale grégorienne et, en 1945, entre au service des prisonniers de guerre de la Curie romaine.

## Ordination et nomination
Bruno Wüstenberg est ordonné prêtre le 3 mars 1938 dans la cathédrale de Cologne et a ensuite exercé une activité pastorale pendant une courte période à Ulm. Il a dirigé le département germanophone de la Secrétairerie d'État de 1947 à 1966. À ce poste, il a contribué à réconcilier les deux plus grands partis politiques allemands, la CDU et le SPD, ce qui a nécessité un accord entre l'Église et ce dernier parti après qu'il abandonne sa philosophie marxiste en 1959. Die Zeit l'a appelé « l'un des pionniers secrets de la grande coalition » après avoir organisé une rencontre entre Fritz Erler, vice-président du SPD, et le pape Paul VI en 1964.
Le 24 octobre 1966, le pape Paul VI le nomme archevêque titulaire de Tyr et pro-nonce apostolique au Japon (en). Il devient l'Allemand le plus haut placé dans le service diplomatique et le premier citoyen allemand ayant le rang de nonce. Il reçoit sa consécration épiscopale le 11 décembre 1966 dans la cathédrale de Cologne des mains de l'archevêque de Cologne, le cardinal Joseph Frings, avec comme co-consécrateurs Corrado Bafile et Wilhelm Cleven (de).
Le 19 décembre 1973, le Pape Paul II le nomme Délégué Apostolique en Guinée (en) et au Togo et Pro-Nonce Apostolique en Côte d'Ivoire, au Dahomey (Bénin).
Le 17 janvier 1979, le pape Jean-Paul II le nomme Pro-Nonce apostolique aux Pays-Bas (en) où il eut parfois des relations difficiles en raison de sa gestion peu diplomatique de la nomination d'un évêque.
Même au début de sa carrière, Wüstenberg menait une vie élégante ; il appartenait au meilleur club de golf de Rome et conduisait une Porsche. Il prévoyait de poursuivre ses aventures sociales lorsqu'il serait en poste à l'étranger, profitant des avantages sociaux disponibles dans le Tokyo catholique, se liant d'amitié avec le président Félix Houphouët-Boigny en Côte d'Ivoire, engageant un orchestre privé, utilisant le fils de l'architecte italien le plus en vogue pour construire une chapelle et sa propre résidence.
En 1984, Wüstenberg meurt à Fribourg-en-Brisgau des suites d'une embolie. Il est enterré dans le cimetière de la cathédrale de Cologne.

## Succession apostolique
Bruno Wüstenberg a ordonné les évêques suivants :
- Évêque Felix Ley (en), O.F.M. Cap. (1968)
- Évêque Aloysius Nobuo Soma (ja) (1969)
- Évêque Paul Shin’ichi Itonaga (de) (1970)
- Évêque Peter Takaaki Hirayama (de) (1970)
- Archevêque Paul Hisao Yasuda (en) (1970)
- Cardinal Stephen Fumio Hamao (1970)
- Évêque Peter Baptist Tadamarō Ishigami (de), O.F.M. Cap. (1973)